# Estado de Veracruz
Veracruz, oficialmente llamado Estado Libre y Soberano de Veracruz de Ignacio de la Llave, es uno de los treinta y un estados que, junto con la Ciudad de México, conforman México. Su capital es Xalapa-Enríquez y su ciudad más poblada es Veracruz. Su nombre oficial proviene de la ciudad con el mismo nombre y del  exgobernador Ignacio de la Llave.
Tenía una población de 8,062,579 habitantes en el año 2020, el 6.8% del total del país. Es el cuarto estado más poblado y el undécimo más densamente poblado con 113 hab/km². Tiene un total de nueve zonas metropolitanas: Veracruz, Orizaba, Xalapa, Poza Rica, Minatitlán, Coatzacoalcos, Córdoba, Tuxpan y Acayucan.
En la época prehispánica habitaron las civilizaciones olmeca, huasteca y totonaca. El primer contacto español fue en 1518, por una exploración capitaneada por Juan de Grijalva en el río Tonalá. En el Virreinato de la Nueva España el territorio actual que conforma Veracruz era muy parecido a la Provincia de Veracruz. Tras la Independencia de México, fue una de las entidades federativas originales (séptima en orden de creación) con un territorio casi idéntico al actual (por excepción de una porción de territorio que le pertenecía a Puebla) y con la promulgación de la Constitución de 1857 llegó a su extensión actual. 
Su Índice de Desarrollo Humano (IDH) es de 0.713, considerado Alto; es el quinto estado con menor IDH. Como muestra de su importancia cultural a nivel internacional alberga dos de treinta y cinco lugares considerados Patrimonio de la Humanidad en México: la Ciudad Prehispánica de El Tajín y Zona de monumentos históricos de Tlacotalpan.

## Toponimia
El nombre del estado se debe a la cuatro veces heroica ciudad y puerto de Veracruz, fundada por Hernán Cortés el 22 de abril de 1519, como la Villa Rica de la Vera Cruz dicho nombre tiene el siguiente origen: Villa por ser parecido a las villas españolas; Rica por la cantidad de oro obtenido de los indígenas y Vera Cruz debido a la fecha en que desembarcaron frente a la Isla de San Juan de Ulúa, era Viernes Santo, fecha en la que se conmemora la muerte de Jesucristo en la cruz, el día de la verdadera cruz.
Al promulgarse la Constitución de 1824, el estado recibe por primera vez el nombre de Veracruz, y oficialmente se constituyó como Estado Libre y Soberano de Veracruz. El 10 de julio de 1863 por decreto se establece que en lo sucesivo pasará a llamarse Estado Libre y Soberano de Veracruz-Llave, en honor al general y gobernador veracruzano Ignacio de la Llave.

## Símbolos

### Escudo

Escudo de Veracruz.

El actual escudo fue originalmente concedido a la ciudad de ese nombre mediante Real Cédula del 4 de julio de 1523, expedida en Valladolid por el rey Carlos I de España y V de Alemania. Dada su belleza y trascendencia, el 23 de noviembre de 1954 fue adoptado por la H. Legislatura del Estado como emblema del Estado Libre y Soberano de Veracruz–Llave, hoy Veracruz de Ignacio de la Llave.
El escudo es de estilo castellano y se apoya en un motivo medieval. La heráldica solo hace constar los atributos que existen al interior de la orla del centro. Está cortado en dos campos: el superior en sinople o sinoble (verde) y el inferior en azur (azul), coronado por una cruz malteada en rojo en cuyos brazales se inscribe la palabra latina “vera” (verdadera), en alusión al nombre de la ciudad: Veracruz; en el campo de sinople y con esmalte en oro hay un torreón con dos almenas; en el campo de azur, con esmalte blanco, aparecen dos columnas en cuyas bandas se leen las palabras "Plus" (en la de la izquierda) y "Ultra" (en la de la derecha), que significan "Más Allá".
La orla de oro está tachonada con trece estrellas de esmalte en azul, de cinco puntas cada una de ellas, que representan a las provincias o regiones que en ese entonces pertenecían a la jurisdicción del Gobierno de Veracruz, el campo en sinople significa "tierra firme" y el torreón de oro con dos almenas (en heráldica: poder, fortaleza o grandeza) significa "refugio de Indias"; el campo en azur significa el mar y las columnas y su inscripción que el poderío y reino de España traspasaba el Mediterráneo y el estrecho de Gibraltar las Columnas de Hércules de los antiguos, tradicional límite de los navegantes hasta el descubrimiento de América por Colón y los Hermanos Pinzón.

## Historia
Tres culturas autóctonas poblaron al territorio del hoy estado de Veracruz: los huastecos, los totonacas y los olmecas, que fueron una vasta comunidad de pueblos emparentados étnica y culturalmente.
El área ocupada por los huastecos abarcaba desde el sur de Tamaulipas, parte de San Luis Potosí, Querétaro, Puebla e Hidalgo y por el sur el río Cazones. Los restos más antiguos de esta cultura se han encontrado en la zona de Pánuco. 

## División política
El Estado de Veracruz tiene una extensión territorial total de 71 820 km² (es decir representa el 3.7% de la superficie del país) y está dividido en 212 municipios, agrupados en 10 regiones administrativas:
1. Huasteca Alta
2. Huasteca Baja
3. Totonaca
4. Nautla
5. Capital
6. Altas Montañas
7. Sotavento
8. Papaloapan
9. Tuxtlas
10. Olmeca

## Gobierno
El Gobierno del Estado se divide para su gestión en Tres Poderes: el Ejecutivo (Gobernador), el Legislativo (Congreso del Estado) y el Judicial (Tribunal Superior de Justicia), asentados en la ciudad de Xalapa-Enríquez.
El Gobernador, Jefe del Poder Ejecutivo Estatal, es elegido por sufragio directo universal de los electores adscritos al padrón electoral estatal del Instituto Nacional Electoral y no puede ser reelegido en el cargo ni ocuparlo nuevamente ni como Sustituto ni como Interino, la gestión del Gobernador es de 6 años e inicia el 1 de diciembre del año electoral en curso.
El Congreso del Estado es una asamblea unicameral formada por 50 Diputados: 30 electos por el principio de mayoría relativa y 20 electos por el principio de representación proporcional, el Congreso Estatal se renueva cada tres años y los Diputados propietarios no pueden ser reelegidos para la legislatura siguiente inmediata.
El Tribunal Superior de Justicia está integrado por 28 Magistrados y es presidido por el Magistrado Presidente, quien no integrará Sala, y por los presidentes de cada una de sus Salas, a excepción de la Electoral, el Magistrado Presidente es elegido por el pleno para una gestión de 3 años y puede ser reelegido una única vez más.

## Geografía
Está ubicado en el oriente del país. Colinda al este con el golfo de México (océano Atlántico), al sureste con Tabasco y Chiapas, al sur con Oaxaca, al oeste con Puebla e Hidalgo, y al noroeste con San Luis Potosí y al norte con Tamaulipas.
Tiene un área de 71 820 km². Es el undécimo estado más extenso, con el 3.66% de la superficie de total del país. Veracruz comprende una larga franja de tierra de bordes irregulares delimitada por el mar y por montañas. Se divide en 212 municipios.  

### Clima
Veracruz goza de climas muy variados que van desde el tropical y subtropical (en las extensas zonas costeras), hasta el frío (en las zonas serranas y de montaña, como en Huayacocotla y Zongolica), pasando por el templado (en la zona montañosa central).

### Relieve
La superficie estatal forma parte de las provincias: Sierra Madre Oriental, Llanura Costera del Golfo Norte, Eje Neovolcánico, Sierra Madre del Sur, Llanura Costera del Golfo Sur, Sierra de Chiapas y Guatemala y Cordillera Centroamericana.
En la costa norte se ha formado la laguna de Tamiahua. En todo lo largo del estado predominan las llanuras, lomeríos y valles.
Existen sierras formadas por rocas sedimentarias (se forman en las playas, los ríos y océanos y en donde se acumulen la arena y el barro), ígneas intrusivas (formadas debajo de la superficie de la Tierra), ígneas extrusivas o volcánicas (se forman cuando el magma o roca derretida sale de las profundidades hacia la superficie de la Tierra) y metamórficas (que han sufrido cambios por la presión y las altas temperaturas). La elevación más alta la representa el volcán Pico de Orizaba o Citlaltépetl, con 5 747 metros sobre el nivel del mar (m s. n. m.) y la menor son todas sus playas que están al nivel del mar.
| Nombre                   | Altitud (m s. n. m.) |
| ------------------------ | -------------------- |
| Pico de Orizaba          | 5 643                |
| Volcán Cofre de Perote   | 4 282                |
| Cerro Tepozteca          | 3 140                |
| Cerro Cuamila            | 2 980                |
| Volcán San Martín Tuxtla | 1 680                |
| Sierra de Santa Martha   | 1 500                |

### Hidrografía
Su territorio es atravesado por numerosos ríos, entre los que destacan: 
- En el norte, el Pánuco, el Tuxpan, el Cazones, el Tecolutla y el Nautla;
- en el centro el Actopan, la Antigua y el Jamapa;
- y en el sur, el Papaloapan y el Coatzacoalcos.

Cuenta también con lagunas importantes, una de las más grandes, incluso del país, es la de Tamiahua y la laguna de Catemaco, en donde se encuentran islas habitadas por monos, con una extensa vegetación.
En Veracruz, en el límite con el estado de Puebla, se localiza la cumbre más alta de la República Mexicana, el volcán llamado Pico de Orizaba (5,747 m s. n. m.). 
En su territorio se encuentra el mayor puerto del país que lleva el mismo nombre del estado; cuenta con 720 kilómetros de costa (6% del total nacional). 
Asimismo, en Veracruz se asentaron culturas importantes como la olmeca, la totonaca y la tolteca, además de otomíes y huastecos.

### Biodiversidad
| Flora y fauna de Veracruz |                 |                        |                    |                      |
|                           |                 |                        |                    |                      |
| Cuniculus paca            | Iguana          | Eretmochelys imbricata | Harpia harpyja     | Tapirus bairdii      |
|                           |                 |                        |                    |                      |
| Tiburón blanco            | Pelícano        | Tayassu pecari         | Leopardus pardalis | Boa constrictor      |
|                           |                 |                        |                    |                      |
| Ceiba pentandra           | Abies religiosa | Tagetes erecta         | Taxodium           | Bougainvillea glabra |

#### Hongos
La zona central y montañosa del estado de Veracruz era paso casi obligado del siglo XVI de los naturalistas e investigadores europeos que llegaban por barco al puerto de Veracruz y después con rumbo a la Ciudad de México. Por este y otros motivos Veracruz es posiblemente uno de los estados de la república mexicana cuya diversidad de hongos es la más estudiada. En una revisión de la literatura científica desde 1841 a 1986 se encontraron reportados 444 géneros y 1450 especies de hongos, siendo el más antiguo el reporte de J.Kickx f. (1841) describió varias especies de Poliporáceos de la región de Xalapa.

### Áreas protegidas

#### Los Tuxtlas
Veracruz cuenta con una reserva de la biosfera, Los Tuxtlas. La Reserva de la Biosfera Los Tuxtlas creada el 23 de noviembre de 1998, con un Decreto Presidencial publicado en el Diario Oficial de la Federación. Cuenta con 155 122ha. Para la región se han descrito alrededor de 2.695 especies de plantas vasculares, 42 subespecies y 102 variedades que representan a 214 familias y a 6 clases de plantas. La reserva además cuenta 46 especies de anfibios, 120 de reptiles, 565 de aves, 139 de mamíferos y 1.117 de insectos. La deforestación, el crecimiento poblacional, la cacería de subsistencia y furtiva, entre otras cosas, son las principales amenazas de la reserva.

#### Parques nacionales
Veracruz cuenta con tres parques nacionales: el parque nacional Cañón del Río Blanco, el parque nacional Cofre de Perote y el parque nacional Pico de Orizaba, además cuenta con un parque marino: el Parque Marino Nacional Sistema Arrecifal Veracruzano.

## Educación
La educación en Veracruz se basa en el Sistema Educativo Mexicano, creado por la Secretaría de Educación Pública. La Secretaría de Educación de Veracruz es la dependencia del gobierno del estado encargada de coordinar la política educativa y de organizar el sistema educativo en todos sus niveles y modalidades, así como de desarrollar, supervisar y coordinar los programas educativos, científicos y deportivos. El actual secretario de Educación de Veracruz es Zenyazen Escobar García.
El Sistema Educativo de Veracruz, al igual que en toda la República Mexicana, consta de cinco etapas:
- educación preescolar o preprimaria
- educación primaria
- educación secundaria
- educación media superior o preparatoria o bachillerato
- educación superior

Según datos del Censo de Población y Vivienda 2010, realizado por el Instituto Nacional de Estadística y Geografía, Veracruz de Ignacio de la Llave cuenta con un grado promedio de escolaridad de 7.7%, además de un porcentaje de población analfabeta de 12.0%.

### Educación superior
El estado de Veracruz tiene una universidad pública, denominada Universidad Veracruzana. Se trata de la institución de educación superior pública que cuenta con mayor impacto en el sureste de la República Mexicana, y una de las cinco más importantes del país; también es considerada como la institución de educación superior más prestigiada en el estado de Veracruz. En el 2010, por decreto constitucional, se creó la Universidad Popular Autónoma de Veracruz (UPAV), que dio acceso a estudiantes de todos los sectores de la población, con la visión de implementar las nuevas tendencias de la educación superior en países europeos, tales como el estudio independiente junto con el aprendizaje autónomo. Además, cuenta con otras importantes instituciones educativas, como el Instituto Tecnológico de Veracruz y el Instituto Tecnológico Superior de Xalapa, entre otros.[cita requerida]
También se cuenta con el Instituto Tecnológico de Orizaba perteneciente al sistema de institutos tecnológicos de México.

## Demografía

### Población
Según los datos que arrojó el II Censo de Población y Vivienda realizado por el Instituto Nacional de Estadística y Geografía (INEGI) con fecha censal del 12 de junio de 2010, el estado de Veracruz de Ignacio de la Llave contaba hasta ese año con un total de 7 643 194 habitantes, de dicha cantidad, 3 695 679 eran hombres y 3 947 515 eran mujeres. La tasa de crecimiento anual para la entidad durante el período 2005-2010 fue del 2.0%.
La pobreza en la que se encuentra sumida la sierra norte del estado, donde las clases más desfavorecidas son los indígenas, contrasta con ciudades altamente industrializadas como son Veracruz, Córdoba, Orizaba, Coatzacoalcos y Poza Rica.[cita requerida] Sus principales ciudades son, al norte: Poza Rica, Túxpam y Martínez de la Torre, al centro: Veracruz, Xalapa, Córdoba y Orizaba; y al sur: Coatzacoalcos, Minatitlán y San Andrés Tuxtla.[cita requerida]
| Evolución demográfica del Estado de Veracruz                       |
|                                                                    |
| Población según censos y conteos de población y vivienda del INEGI |

### Zonas metropolitanas
El estado de Veracruz cuenta con 8 de las 59 zonas metropolitanas de México. A continuación se presenta la población de las mismas según el censo del Instituto Nacional de Estadística y Geografía (INEGI) en 2010.
| Zona Metropolitana                  | Población |
| ----------------------------------- | --------- |
| Zona metropolitana de Veracruz      | 811,671   |
| Zona metropolitana de Xalapa        | 666,535   |
| Zona metropolitana de Poza Rica     | 513,518   |
| Zona metropolitana de Orizaba       | 427,406   |
| Zona metropolitana de Minatitlán    | 356,137   |
| Zona metropolitana de Coatzacoalcos | 347,257   |
| Zona metropolitana de Córdoba       | 316,032   |
| Zona metropolitana de Acayucan      | 112,996   |

### Municipios más poblados
A continuación se muestran los 15 municipios más poblados, los cuales tienen más de 100,000 habitantes de acuerdo al Censo de Población y Vivienda 2010.
| Municipio            | Población |
| -------------------- | --------- |
| Veracruz             | 552,156   |
| Xalapa               | 457,928   |
| Coatzacoalcos        | 305,260   |
| Córdoba              | 196,541   |
| Poza Rica de Hidalgo | 193,311   |
| Papantla             | 158,599   |
| Minatitlán           | 157,840   |
| San Andrés Tuxtla    | 157,364   |
| Tuxpan               | 143,362   |
| Boca del Río         | 138,058   |
| Orizaba              | 120,995   |
| Cosoleacaque         | 117,725   |
| Álamo Temapache      | 104,499   |
| Tantoyuca            | 101,743   |
| Martínez de la Torre | 101,358   |

### Localidades más pobladas
A continuación se muestran las 10 localidades más pobladas del estado de Veracruz de Ignacio de la Llave, de acuerdo al Censo de Población y Vivienda 2010.
| Localidad                | Municipio            | Población |
| ------------------------ | -------------------- | --------- |
| Veracruz                 | Veracruz             | 428,323   |
| Xalapa-Enríquez          | Xalapa               | 424,755   |
| Coatzacoalcos            | Coatzacoalcos        | 235,983   |
| Poza Rica                | Poza Rica de Hidalgo | 185,242   |
| Córdoba                  | Córdoba              | 140,896   |
| Veracruz                 | Boca del Río         | 126,507   |
| Orizaba                  | Orizaba              | 120,844   |
| Minatitlán               | Minatitlán           | 112,046   |
| Túxpam de Rodríguez Cano | Tuxpan               | 84,750    |
| San Andrés Tuxtla        | San Andrés Tuxtla    | 61,769    |

### Grupos étnicos
El estado de Veracruz, especialmente su puerto, ha sido una encrucijada de varias culturas desde la época colonial hasta épocas recientes. El puerto de Veracruz ha traído carga, marineros, inmigrantes y esclavos de diversas partes del mundo, especialmente del Caribe y Europa. El estado tiene influencias culturales europeas, indígenas y africanas. Estos pueden ser mejor vistos en la música, las tradiciones culinarias y en el propio pueblo veracruzano.

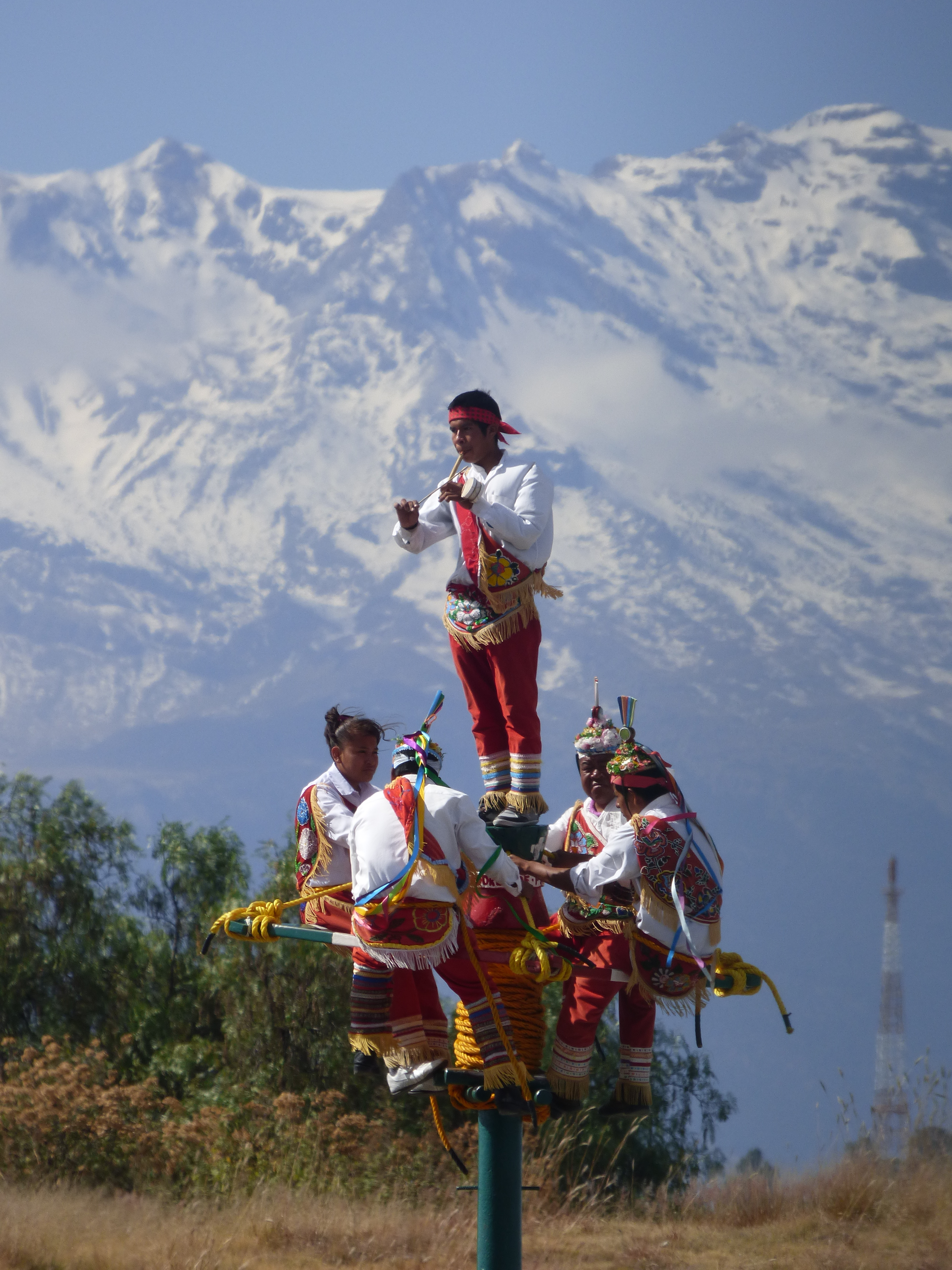
El rito de los Voladores de Papantla es la representación más importante de la cultura indígena en el estado.

- Indígenas: se han calculado el 12% de la población del estado en el 2000.[52] Los más numerosos son los nahuas, totonacas, Huasteca, popoluca, zapotecas, chinantecas, otomí, Mazatecas, tepehuas, mixteco, zoques, mixes, mayas y tsotsiles, que son todos los grupos indígenas. Los más numerosos son los nahuas, que constituyen más de la mitad de la población indígena. La mayoría de las comunidades nativas se encuentran en 68 municipios, especialmente en Tehuipango, Mixtla de Altamirano, Astacinga, Soledad Atzompa, Atlahuilco, Tequila, Tlaquilpan, Los Reyes, Magdalena, San Andrés Tenejapan, Tantoyuca, Zongolica, Chicontepec, Papantla, Ixhuatlán de Madero, Soteapan, Playa Vicente, Mecayapan y Coyutla entre los más importantes. En 1998, alrededor del 10% de la población hablaba una lengua indígena; Sin embargo, esto no toma en cuenta a todos los pueblos indígenas.[53] El censo de 2005 contó 605.135 hablantes de lengua indígena.[52]

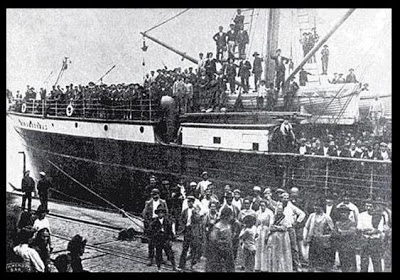
Llegada de los inmigrantes italianos a finales del al puerto de Veracruz

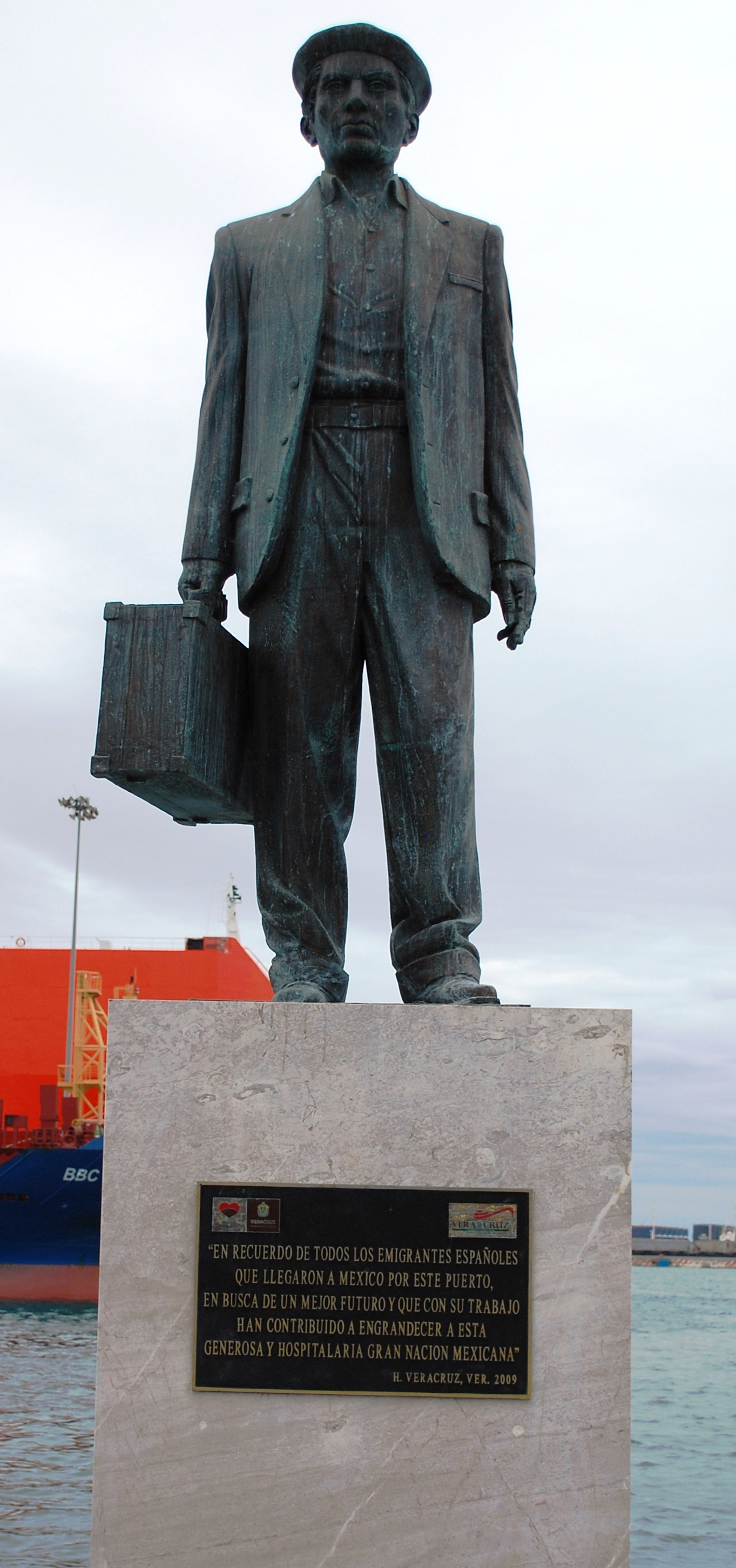
Estatua dedicada a los inmigrantes españoles del exilio en el puerto de Veracruz

- Inmigrantes europeos: Diversos inmigrantes se han instalado en el estado, esto se debe a que Veracruz ha sido puerta de entrada de innumerables personas al ingresar a México, al igual que las políticas impulsadas de finales del siglo XIX de repoblar partes del territorio veracruzano y a la inmigración de mediados del siglo XX, principalmente son españoles, italianos, libaneses, franceses, irlandeses y alemanes quienes mantienen comunidades importantes en diferentes puntos del estado y una notable descendencia.[54] La inmigración española es la más importante en Veracruz estando presente desde la época colonial hasta años recientes, se mantiene un gran arraigo religioso, político y cultural criollo principalmente en el puerto y en el sotavento veracruzano, a mediados del siglo XX arribaron al puerto de veracruz más de 25 mil exiliados españoles la mayoría se instalaron en el estado principalmente en las ciudades de veracruz, Xalapa-Enríquez y Córdoba, procedían de las regiones  de  Galicia,  Aragón y  Andalucía mayoritariamente, un buen número de los inmigrantes eran intelectuales quienes huían del franquismo español, muchos de ellos contribuyeron a la cultura y las artes del estado ,.[55] Entre 1858 y 1924 llegaron más de 3.800 inmigrantes italianos al estado principalmente asentándose en Zentla y Colonia Manuel González que fue el primer pueblo italiano en México y posteriormente en 1881 llegaron otros más instalándose en los municipios de Tepatlaxco, Gutiérrez Zamora y Camarón de Tejeda en la actualidad existen más de 85 mil descendientes de italianos en veracruz distribuidos en varias ciudades como Huatusco, Xalapa-Enríquez, Córdoba, Orizaba y Veracruz principalmente,[56][57] Posteriormente en 1833 llega el primer grupo de inmigrantes franceses en la región del río bobos y Nautla asentándose en los municipios de San Rafael, Jicaltepec, Martínez de la Torre, Los Altos y Perote como parte de las colonias fundadas por el gobierno del siglo XIX, de igual forma a otras ciudades con auge industrial  durante el porfiriato como Orizaba y el puerto de  veracruz, se estima que alrededor más de 50.000 veracruzanos son de ascendencia francesa,[54][58] los alemanes en, El Mirador[59] y los inmigrantes judíos askenazí arribaron unos 10 000 instalándose la mayor parte en el puerto de Veracruz, Córdoba, Tierra Blanca y Coatzacoalcos.[60]

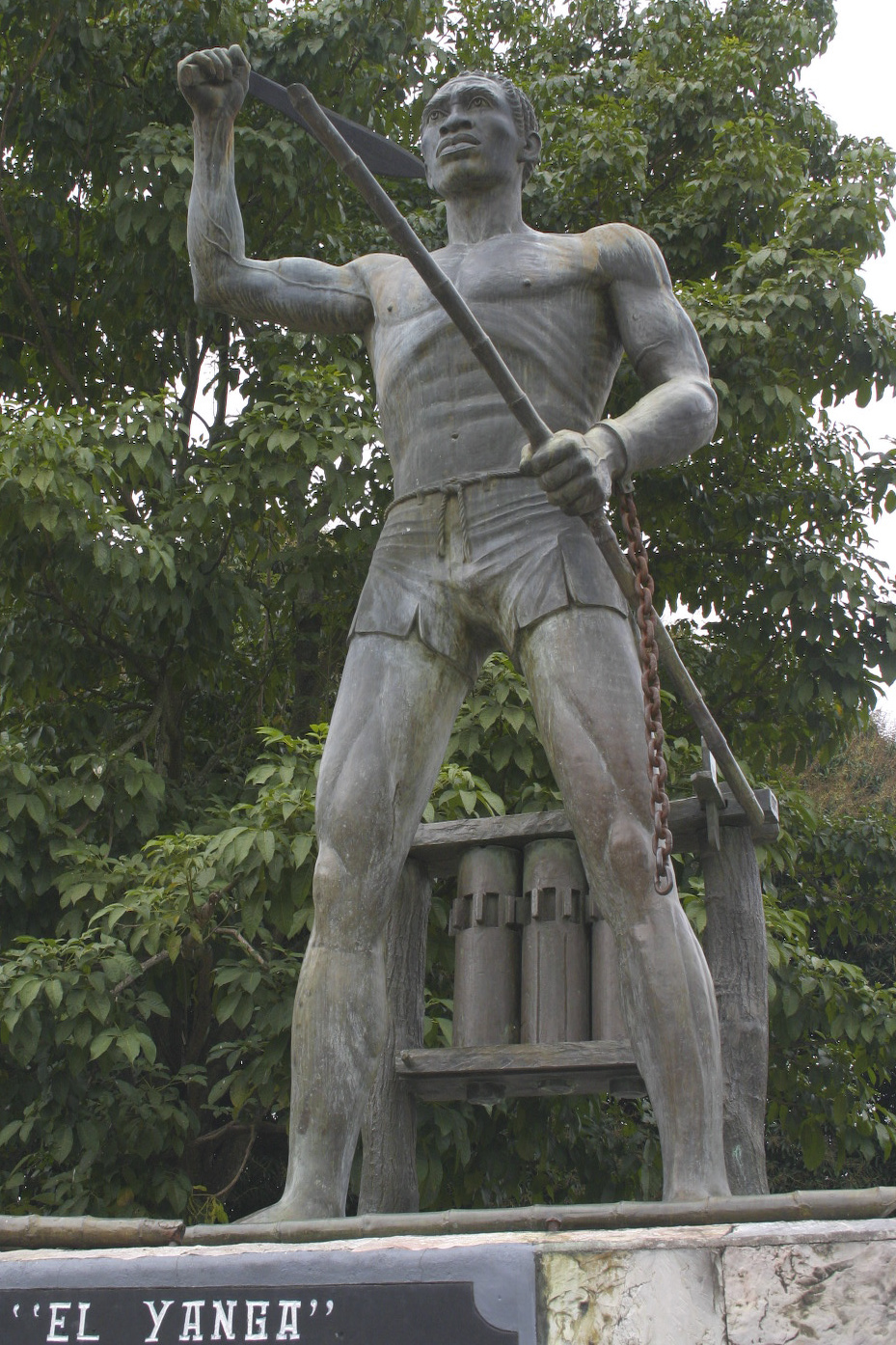
Estatua del libertador Yanga quien fue figura importante del pueblo afrodescendiente del estado

- Afroamericanos: Los afroamericanos en Veracruz han constituido una pieza clave importante en el folclore, la cultura y gastronomía principalmente en el puerto de veracruz, las llanuras del sotavento y el sur del estado, la historia de incorporación de los afroamericanos a Veracruz data desde la época colonial llegados como esclavos por parte de los europeos españoles a mediados de los siglos XVI y XVII, otros provenientes principalmente de las antillas, con importantes asentamientos en el puerto de veracruz, el Sotavento, Yanga, Coyolillo, Cosamaloapan, Acayucan, Región de los Tuxtlas y poblaciones cercanas principalmente, donde se nota una descendencia notable de mulatos, zambos y pardos respectivamente.[61]

- Oriente Medio: Veracruz ha sido históricamente un territorio donde ha albergado un número de personas procedentes de diferentes países, en este caso las de precedencia de países de oriente medio principalmente de Líbano y Turquía; Los primeros  libaneses que llegaron a  Veracruz lo hicieron en 1878 provenían principalmente de Akkar, Baalbek, y Batrum, posteriormente durante el gobierno de Porfirio Díaz fueron llegando más de 4.000 personas al estado instalándose en varios puntos como en los puertos de  Veracruz y  Coatzacoalcos y ciudades como Córdoba, Xalapa y Orizaba, actualmente 104.000 veracruzanos son de origen libanés con apellidos como Karam, Chedraui, Ayub, Yunez, Kuri etc, convirtiéndose junto con  Yucatán en los estados con mayor número de personas de origen libanés en  México, mientras los turcos que llegaron durante en el  porfiriato al estado, lo hicieron en  flujos más reducidos en comparación con los libaneses, pero se sabe que en la época colonial muchos mercaderes de origen turco llegaron al puerto de  Veracruz y  Alvarado muchos de ellos se dedicaron a la pesca.[62]

## Religiones
Las religiones cristianas en este estado representan la mayoría (un 98%). El restante 2% incluye a ateos o agnósticos y a otras religiones no cristianas orientales. [cita requerida]
Entre las cristianas destacan:
- Catolicismo 82,3%
- Pentecostales 10%
- Iglesia evangelista 7%
- Adventista 6%
- Testigos de Jehová 1,7%
- Iglesia de Jesucristo de los Santos de los Últimos Días 0.9%
- Judíos 0,7%
- Otros protestantes 2,1%
- Ateos o agnósticos 1,9%
- Otras religiones 0,1%

## Economía

### Agricultura
La promoción del sector agropecuario estuvo presente en 21 ferias nacionales y 6 ferias internacionales (en Alemania, EUA y España, entre otros). El programa Nueva Generación Rural de la entidad apoya la realización de proyectos agrícolas promovidos por jóvenes veracruzanos. El campo veracruzano es primer lugar nacional en producción de piña, chayote, mango Manila, caña de azúcar, naranja valenciana, papaya y limón persa. Así como de la captura pesquera de peto, lebrancha, ostión, trucha, sierra y jurel.

### Industria, transporte y comercio
Al igual que en la mayoría de los estados mexicanos, la micro, pequeña y mediana empresa constituyen más del 70% de los negocios que operan en el estado. Debido a esto, el gobierno instaló el Sistema de Apertura Rápida de Empresas, a través del cual facilita la apertura de empresas consideradas de bajo riesgo. Asimismo, seis Centros de Desarrollo Empresarial brindan atención y asesoría a este tipo de empresas. Y el Programa de Formación para la Competitividad Empresarial, capacita a cerca de mil empresarios cada año. En cuanto a apoyos financieros, el Fideicomiso Relacionado con el Medio Empresarial, provee créditos a las PyMes veracruzanas.
Existen tres zonas industriales: en el Norte, Centro y Sur. La base industrial del estado es la explotación de petróleo y azufre. Cuenta con el mayor número de pozos petrolíferos en la planicie costera del Golfo, en donde se encuentran la antigua Faja de Oro y la Nueva, así como con la zona Minatitlán-Nanchital y con la Faja de Oro Marina en la plataforma continental. Cuenta con refinerías y plantas de absorción.
Veracruz cuenta con 3 puertos marítimos comerciales y 5 puertos marítimos de cabotaje; a través de los cuales se mueve el 30% de la carga transportada por vía marítima y el 30% de la carga nacional en contenedor del país. El municipio de Nanchital de Lázaro Cárdenas fue el primer municipio de México en contar con Administración Portuaria Integral Municipal, cuya inversión generará alrededor de 1,200 empleos directos.
De manera similar a los puertos, en el Estado existen 3 aeropuertos estratégicamente ubicados, en el norte, centro, y sur, dos de ellos son para vuelos nacionales y uno para vuelos internacionales. El primero se localiza en el municipio de Tihuatlán, muy próximo a la ciudad de Poza Rica y al puerto de Túxpam, es el aeropuerto "El Tajín"; el segundo es el aeropuerto "Canticas" que atiende a la región Coatzacoalcos-Cosoleacaque-Minatitlán, y el tercero, es el aeropuerto internacional "Heriberto Jara Corona", en la ciudad y puerto de Veracruz. Adicionalmente existen 31 aeródromos en todo el Estado.
En cuanto a la inversión privada en el estado, más del 80% de la misma se realizó en 2006 en el sector industrial. La inversión extranjera en Veracruz proviene de España, Colombia, Venezuela, Bélgica, Alemania, Suiza, Japón, EUA, Canadá y Nicaragua. Gracias en parte a la presencia de la entidad en la Feria Internacional de Asturias, celebrada en España, y a la feria Ven y Vive Veracruz, efectuada en la Ciudad de México.

En Veracruz también se encuentra la planta nucleoeléctrica de Laguna Verde, la única en México, misma que garantiza la provisión de energía para la actividad industrial de la industria, incluso fuera de los límites del estado.
La importancia de la industria veracruzana se refleja en los porcentajes de participación en la producción nacional en ciertos sectores, en algunos de los cuales destaca por su liderazgo. Así la mayor parte de la producción nacional azucarera, petroquímica, agroquímica, aluminio, y tubos de acero que vienen de Veracruz.
De esta manera, el sector industrial manufacturero de Veracruz ocupa la quinta posición del país. Un dato interesante es que el 80% de los activos fijos industriales del sureste de México se ubican en Veracruz, y a nivel nacional cuenta con el 9.75% del total de los activos fijos de la industria manufacturera.
Los domos salinos son considerados entre los de mayor producción del mundo, y la industria de transformación está representada por la petroquímica, alimentaria (principalmente azucarera), metálica básica, fábricas de papel, textil, cerveceras, de fertilizantes, maquinaria, cemento y otras.
Veracruz tiene buena comunicación con el resto del país y entre sus centros de población, ya que cuenta con más de 5.400 km de carreteras pavimentadas y unos 1.000 km de vías férreas, además de aeropuertos regionales, nacionales e internacionales, y puertos de altura como Coatzacoalcos, Veracruz y Tuxpan, y petroleros y pesqueros en Minatitlán, Nanchital, Tlacotalpan, Tecolutla y Nautla.

### Turismo
En Veracruz el turismo representa una alternativa para el desarrollo económico y social. Sin duda es una magnífica oportunidad para la inversión local y extranjera. La belleza natural del estado, biodiversidad, sitios arqueológicos, ciudades coloniales y, especialmente, la alegría y amabilidad de los veracruzanos, constituyen sus mejores recursos.
Veracruz tiene suficiente infraestructura hotelera. Se cuenta con 1008 establecimientos en todo el estado, 15 de ellos son de 5 estrellas y 43 son de 4 estrellas. En el año de 1998 Veracruz recibió 7’665,842 turistas aproximadamente. El gasto promedio del turista en 1998 fue de $275 pesos diarios. La mayoría de los visitantes extranjeros provienen de Estados Unidos principalmente.
En Veracruz se realizan actividades deportivas para diversos gustos y edades, como son las cabalgatas y caminatas guiadas, el descenso en ríos en todos los niveles de riesgo, el alpinismo, existiendo dos opciones para practicarlo: el Pico de Orizaba y el Cofre de Perote; mismos que también son idóneos para practicar ciclismo de montaña. Anualmente se lleva a cabo el Torneo Internacional de Pesca del Sábalo en Tecolutla, el cual atrae a un sinnúmero de visitantes nacionales y extranjeros.
Playas.

Veracruz es también reconocido por su gran diversidad en playas ubicadas a lo largo del estado sumando un total de 24, algunas de ellas son: la playa de Tuxpan, Costa Esmeralda, San Antolín, y Boca del Río. Además de las playas también ofrece bellas cascadas como la de Texolo, ubicada en Teocelo y El Salto de Eyipantla, ubicada cerca de San Andrés Tuxtla.
Principales destinos dentro del estado.
- La Antigua. Municipio ubicado a 28 km al norte del puerto de Veracruz; fue en este lugar donde Hernán Cortés fundó la primera capilla de México (primer templo católico en la América Continental), y aún se puede apreciar la casa de Cortés que aunque en ruinas y cubierta de raíces, es digna de apreciarse.

- Tlacotalpan. Ubicado a 84 km al sur de la ciudad de Veracruz, se conoce por ser la cuna del folklore jarocho y tierra de tradiciones y fiestas arraigadas como la fiesta de la Candelaria, conocida por su tradicional pamplonada.

- Orizaba. Es una de las ciudades más antiguas del estado y posee interesante construcciones arquitectónicas como el Palacio de Hierro diseñado por Gustavo Eiffel y traído desde Bélgica desarmado y a bordo de dos buques. Se practican deportes de montaña en el Pico de Orizaba (Citlaltépetl).

- El Tajín. Es un sitio localizado en el norte del estado de Veracruz, perteneciente al municipio de Papantla, a 14 km de la ciudad de Papantla de Olarte y a 16 km de Poza Rica. La mayor parte sus edificios fueron templos y palacios. Es la ciudad prehispánica con el mayor número de campos para juegos de pelota que en total suman 17, lo que confirma su trascendencia como templo mayor.

- Xalapa. Ubicada en el centro del estado a 110 km de distancia de la ciudad de Veracruz. Xalapa representa el centro de la cultura intelectual y ecológica en el estado, anfitriona de miles de estudiantes procedentes de diversas partes de Veracruz por sus escuelas y universidades, por sus centros de investigación y múltiples grupos artísticos como la Orquesta Sinfónica de Xalapa. Custodia el acervo más importante de piezas arqueológicas pertenecientes a las culturas prehispánicas que florecieron en el estado de Veracruz: Olmeca, Totonaca, y Huasteca entre otras. En Xalapa se encuientran también el Parque Ecológico Macuiltepetl y el jardín botánico "Francisco Javier Clavijero".

- Catemaco. Localizado al sur de Veracruz. Famoso por su gran laguna y doce pequeñas islas en su interior, se practican diversos deportes acuáticos y se encuentra el parque ecoturístico de Nanciyaga.

- El Puerto de Veracruz. Es el primer puerto de México y está caracterizado por sus playas y por ser punto importante en las diferentes etapas de la historia de México. En él se encuentran diversos atractivos como el famoso Café de la Parroquia, los tradicionales Portales y el baile del danzón, la Isla de Sacrificios y el Acuario de Veracruz, considerado como el más grande de Latinoamérica. Este municipio cuenta con un Centro de Exposiciones y Convenciones World Trade Center en el que se realizan diferentes eventos en cualquier época del año.

- Jalcomulco. Su variada topografía ha convertido a este lugar en el sitio ideal para la Escalada y el "Rappel", ya que cuenta con numerosas e interesantes barrancas como el cerro de Tuzamapan y el Chicabaxtla, en el cerro de Pizaltepec se encuentra restos de una zona arqueológica llamada Cotlamani. A lo largo de toda su extensión se encuentran numerosos rápidos de distintos niveles para realizar Rafting.

## Cultura

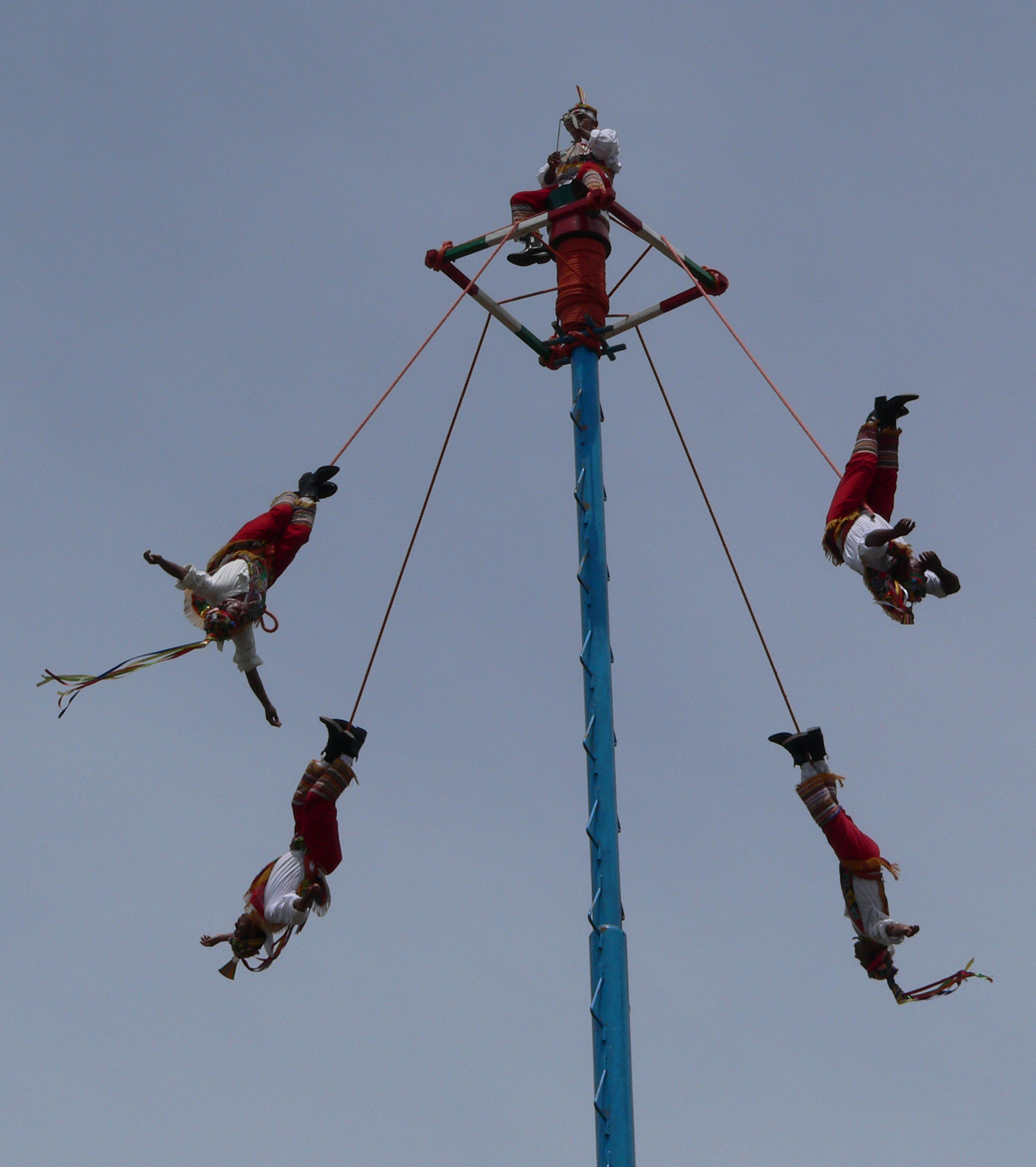
Los voladores de Papantla.

La cultura popular veracruzana es variada y compleja, sus tradiciones manifestadas de múltiples maneras van desde su famoso carnaval hasta la "rama" y el "viejo" particulares a las festividades navideñas; mención especial merecen los altares y costumbres conservadas celosamente con que todo el estado celebra el día de muertos y la fiesta de la "Candelaria" que tiene lugar el 2 de febrero en Tlacotalpan.

### Gastronomía
Los habitantes de la vasta extensión territorial de Veracruz han utilizado de manera importante los productos del mar para componer su dieta, aunque la tierra puso lo suyo en productos como el maíz y el frijol.
Los españoles introdujeron nuevos condimentos, sabores y formas de preparar la comida, y de ahí surgió una cocina criolla, con un carácter bien definido.
Probablemente las ciudades que más han aportado en este rubro han sido las de Veracruz, Xalapa, Orizaba, Córdoba y las costeras como Alvarado, Tuxpan, Nautla, Tecolutla y Boca del Río, solo por mencionar algunas.
Existen lugares como Naolinco, un pueblo colorido de gente amable y trabajadora que se dedican entre otras cosas a la producción de calzado, y no es esta la única actividad por la que se ha dado a conocer este lugar. La gastronomía es otro distintivo de este lugar, ya que entre sus platillos se encuentran los chiles rellenos, el mole, los dulces de leche y de manjar, entre otros.
Hay platillos elaborados con mariscos o pescados, como el pescado a la veracruzana, el chilpachole de jaiba y la gran variedad de mezclas llamadas "cokteles", como los de camarón, jaiba, ostión y pulpo.
Hay desde luego menús por regiones, como los chileatoles o caldillos compuestos de camarón o de carne o los famosos chiles xalapeños, rellenos o en vinagre, que son un reto para el comelón intrépido. Hay también tamales de harina y de pescado, este último envuelto en hoja y finamente condimentado con hierbas de olor provenientes de la sierra.
Tierra adentro se disfrutan de platillos como las acamayas, que son camarones de río, similares a los langostinos, preparados con chipotle o simplemente con ajo y chile de árbol, o los famosos chiles rellenos, de todos los tipos, acompañados de arroz y plátanos fritos. También se prepara el mole.
La gastronomía de la costa de Veracruz es tan amplia y variada que se puede disfrutar de una amplia cocina que incluye: róbalo, huachinango, esmeralda, jaiba, pulpo, camarones y alguna que otra rareza, preparados de mil formas en sopas, caldos, guisos, ensaladas y tamales, con el toque de cada región.
El estado es uno de los mayores productores de café en México.

### Fiestas
La fiesta más popular dentro y fuera del estado es el Carnaval de Veracruz, festejado cada semana anterior al miércoles de ceniza. Los llamativos desfiles de carros alegóricos cuentan con músicos que tocan al ritmo del son jarocho o del huapango huasteco, disfraces de lentejuelas, numerosos bailarines y el mejor humor para celebrar, después de haber realizado la simbólica quema del “Mal Humor”, acto con el que da inicio la celebración. Actualmente, se realizan además numerosos eventos culturales, deportivos y comerciales.

### Música y danzas regionales

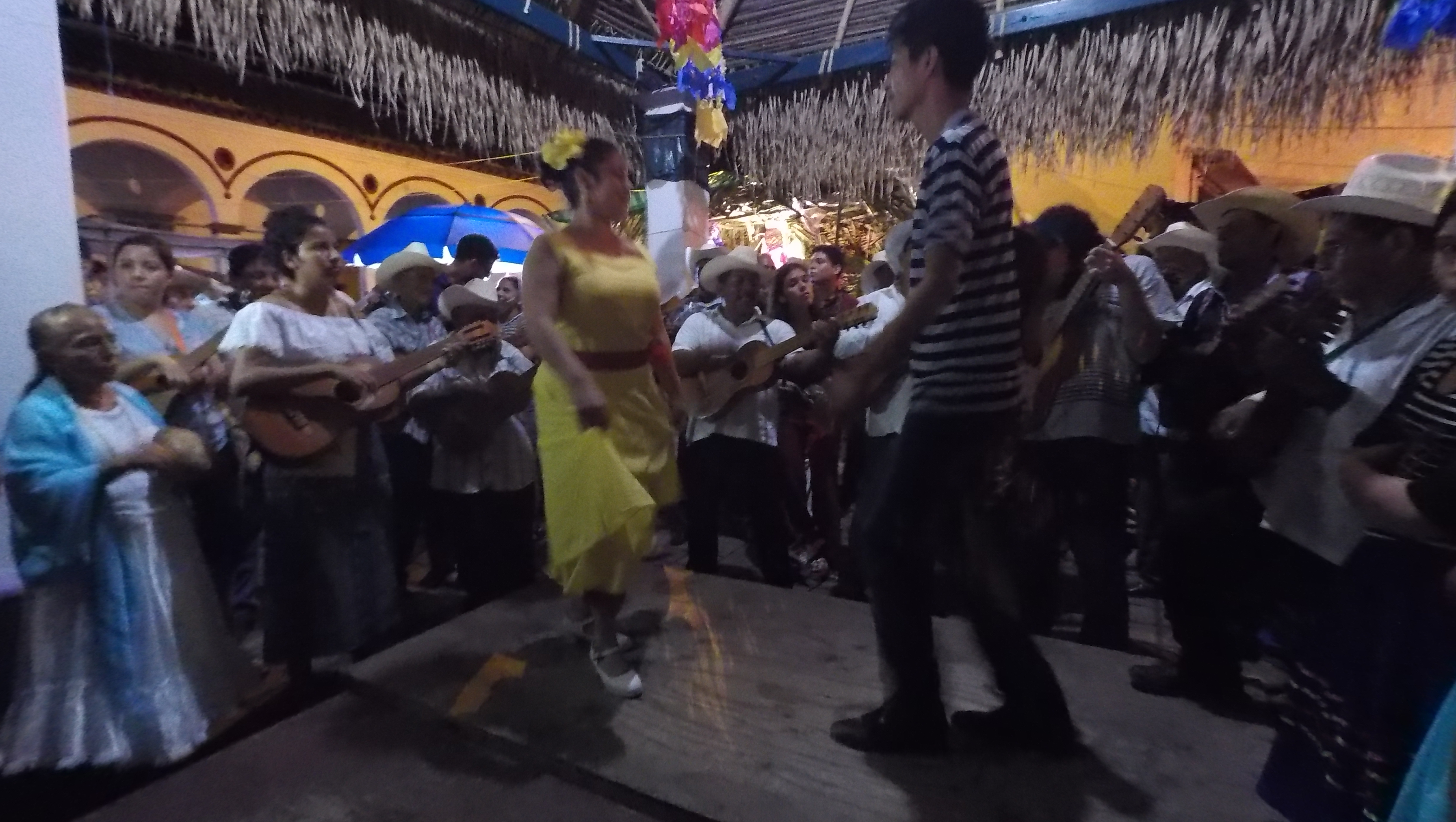
Zapateado en Santiago Tuxtla

Son gran tradición los fandangos en el son jarocho y los huapangos en la Región Huasteca.
La gran tradición de la danza veracruzana se pone de manifiesto, en forma estilizada, en grupos como el Ballet Folklórico del Gobierno del Estado de Veracruz, o de manera tradicional en fiestas en las zonas sur para el son jarocho y norte para el son huasteco, donde todavía se acostumbra bailar estos sones.

#### Voladores de Papantla
La famosa Danza de los Voladores es ejecutada por cinco hombres que representan las cinco direcciones del mundo indígena. Suben hasta el punto más alto de un poste y mientras el volador principal permanece de pie sobre una pequeña plataforma en la cúspide del poste, bailando y tocando una flauta y un tambor, los otros cuatro, atados de un pie cada uno, descienden cabeza abajo y lentamente con sus cuerdas que giran alrededor del poste hasta completar trece vueltas cada uno, número que multiplicado por cuatro da 52, la cantidad de años que contenía el siglo indígena.[cita requerida]

### Artesanías[65]
Las artesanías son otra de las manifestaciones artísticas de gran calidad en Veracruz. Las numerosas etnias aún vivas en el territorio elaboran bellos productos textiles, de alfarería y cartonería. En la zona de la Huasteca y en la Sierra de Zongolica, donde habitan los indios macehuales, se utiliza el telar de cintura para elaborar cobijas, jorongos, lienzos, morrales y tapetes. El antiguo arte de la alfarería tuvo un lugar preponderante en las antiguas culturas mesoamericanas, y hoy en las comunidades de la Huasteca y en San Miguel Aguasuelos, las mujeres elaboran bellos objetos de cerámica para autoconsumo y para la venta. El tercer arte popular es la cartonería, cuyo uso también data de las primeras comunidades mesoamericanas y hoy se utiliza para decorar y elaborar las ofrendas rituales con papel amate y papel de China.

### Museos
En Veracruz se cuenta con diversos museos localizados de la siguiente manera:
- Xalapa
  - Museo Interactivo de Xalapa
  - Museo de Antropología
  - Museo de Hacienda "El Lencero"
- Santiago Tuxtla
  - Museo Tuxtleco.
  - Museo de Sitio de Tres Zapotes.
- San Andrés Tuxtla
  - Museo Regional.
- Veracruz
  - Museo de la ciudad "Coronel Manuel Gutiérrez Zamora"
  - Museo de San Juan de Ulúa
  - Museo Baluarte de Santiago
  - Museo Histórico Naval
  - Casa Museo de Agustín Lara
  - Casa Museo Salvador Díaz Mirón.
  - Museo Recinto de la Reforma
  - Archivo y Galería de Arte
  - Museo Faro Venustiano Carranza
  - Museo de Cera
  - Museo de Ripley
- Orizaba
  - Museo de Arte del Estado
- Poza Rica
  - Museo de la ciudad "MUCI"
- Papantla
  - Museo de la ciudad "Teodoro Cano García"
  - Museo de la zona arqueológica de El Tajín

### Patrimonio cultural

#### Zonas arqueológicas
Veracruz cuenta con sitios arqueológicos como:
- Castillo de Teayo en Castillo de Teayo
- El Tajín en Papantla
- Filobobos en Tlapacoyan y Martínez de la Torre
- Las Higueras en Vega de la Torre
- Cempoala en Veracruz
- El Zapotal ubicado en la localidad del Zapotal Número Uno, en el municipio de Ignacio de la Llave
- Tres Zapotes en Santiago Tuxtla
- Palmillas en la desviación en Yanga
- Los Ídolos en Misantla.
- Quiahuiztlán[66]
- El Pital[66]
- Centro Ceremonial Cuajilote[66]

#### Monumentos históricos
- Orizaba
- Córdoba